# Jade-Seebäderdienst
Der Jade-Seebäderdienst war eine von 1924 bis 1939 bestehende Reederei mit Sitz in Wilhelmshaven-Rüstringen. Sie bot vornehmlich Liniendienste zwischen Wilhelmshaven und der Insel Wangerooge an, bediente aber auch Helgoland und andere Nordseebäder.

## Geschichte

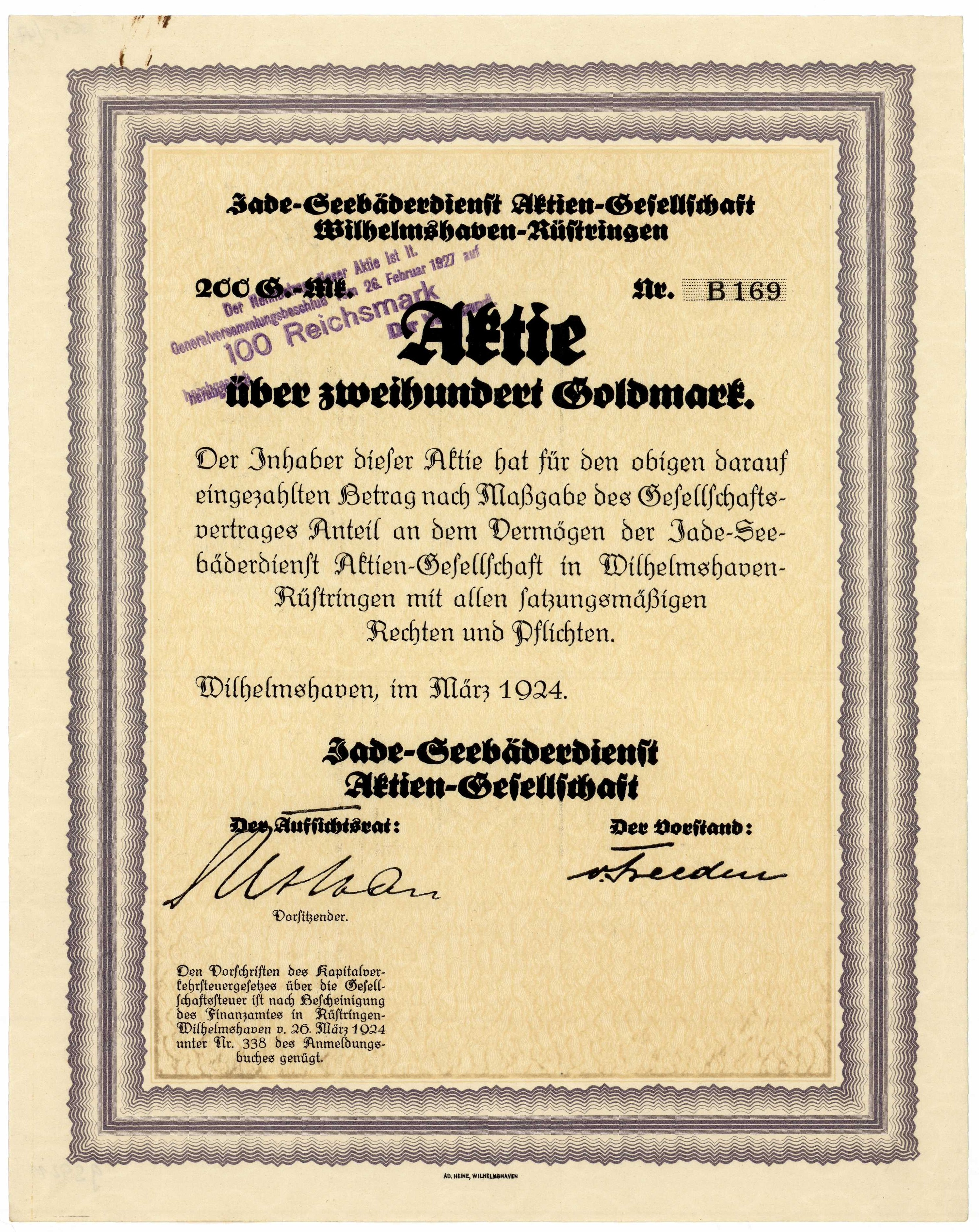
Aktie über 200 Goldmark der Jade-Seebäderdienst AG vom März 1924

### Vorgeschichte
Nach dem Ersten Weltkrieg nahmen mehrere Reedereien und Unternehmen von Wilhelmshaven aus den Linien- und Ausflugsverkehr nach Wangerooge, weiteren ostfriesischen Inseln sowie Helgoland wieder auf. Mit dem Abschwellen der Inflation ab Ende 1923 stieg auch die Nachfrage an Fahrgästen. An diesen als Wilhelmshavener Seebäderdienst bezeichneten Verbindungen beteiligte sich neben der Stadt Wilhelmshaven mit ihrem Seebäderschiff Dr. Ziegner-Gnüchtel und dem Norddeutschen Lloyd auch der Kaufmann Karl Welge. Er führte mit den beiden von der Marinewerft Wilhelmshaven gecharterten Wasserbooten Hunte und Geeste Fahrten nach Helgoland durch.

### Gründung
Als der Norddeutsche Lloyd angesichts dieses Überangebots die Fahrten seines Seebäderdienstes einstellte, füllte Karl Welge die neu entstandene Lücke zwischen Wilhelmshaven und Wangerooge. Auf seine Initiative gründeten 1924 Wilhelmshavener Geschäftsleute den Jade-Seebäderdienst als Aktiengesellschaft. Dazu wurde sie im März mit einem Eigenkapital von 70.000 Reichsmark ausgestattet. Es war eingeteilt in 12 Vorzugsaktien mit 10-fachem Stimmrecht und 338 Stammaktien zu jeweils 200 Mark.
Zum Vorsitzenden der Aktiengesellschaft wurde Bankdirektor Oetken von der Wilhelmshavener Niederlassung der Oldenburgischen Spar- und Leihbank gewählt, zu Geschäftsführern der Reederei wurden der Kapitän Heinz von Freeden und Karl Welge bestellt. Nach dem Ausscheiden der beiden wurde der Kaufmann Schumacher Geschäftsführer des Betriebes.

### Entwicklung des Reedereibetriebes
Für den Ankauf eines Schiffes stellte die Stadt Rüstringen 48.000 Reichsmark zur Verfügung, die Karl Welge für den Erwerb des Bäderdampfers Norddeich von der Reederei Norden-Frisia verwendete. Der 1888 auf Meyer Werft in Papenburg gebaute Raddampfer war 45,7 Meter lang, 5,86 Meter breit, hatte einen Tiefgang von 1,35 Metern und verfügte über eine Mehrfach-Expansionsmaschine mit 250 PS und konnte bis zu 450 Passagiere befördern. Auf der Wilhelmshavener Schiffswerft und Maschinenbauanstalt wurde der Dampfer überholt und vom Seebäderdienst als Jade in Dienst gestellt. Der Dampfer fuhr täglich um 16.45 Uhr in Wilhelmshaven ab und erreichte Wangerooge um 19.30 Uhr.

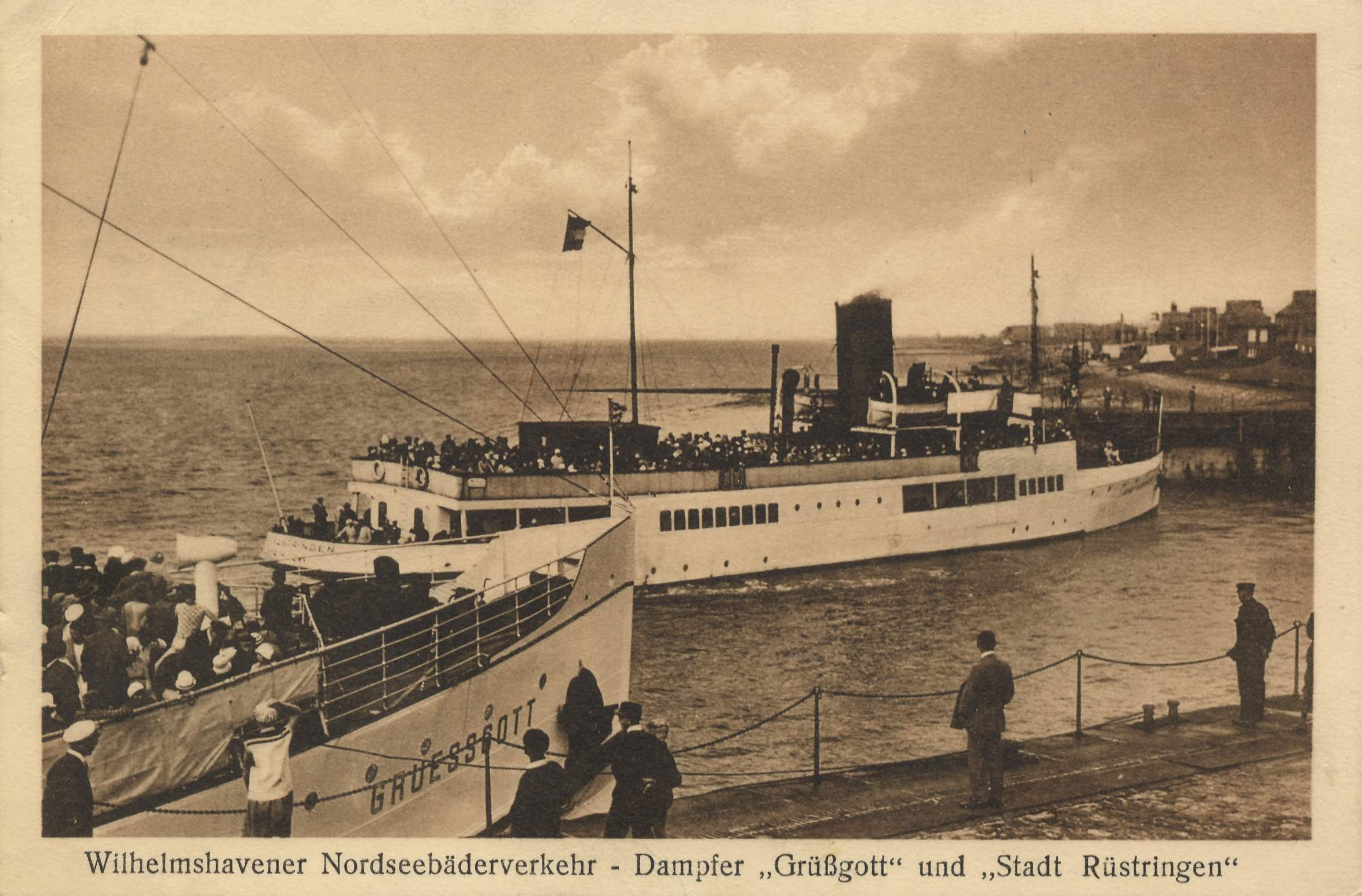
Dampfer Grüßgott und Stadt Rüstringen

Für die Bewältigung der steigenden Passagierzahlen gab der Seebäderdienst 1927 bei der Frerichswerft in Einswarden einen Neubau in Auftrag, der bis zu 700 Passagiere befördern konnte. Das Schiff erhielt den Namen Stadt Rüstringen und ersetzte mit der Betriebsaufnahme am 21. Mai 1927 die Jade im Liniendienst zwischen Wilhelmshaven und Wangerooge. Der Neubau konnte ebenso viele Passagiere aufnehmen wie die beiden alten Schiffe Jade und die immer noch von der Stadt Wilhelmshaven eingesetzte Dr. Ziegner-Gnüchtel und täglich zwei Fahrten zwischen dem Festland und der Insel durchführen. Konsequenterweise stellte die Stadt Wilhelmshaven den Betrieb ihres Schiffes ein und verkaufte es. Die Stadt Rüstringen beförderte neben Passagieren auch Post, Lebensmittel und andere Frachten. Zudem führte die Reederei mit dem Schiff Fahrten nach Helgoland durch. Der Dampfer erledigte die Aufgabe ohne Beanstandungen. Zur Verbesserung der Manövrierfähigkeiten erhielt die Stadt Rüstringen um 1935 eine zweite Dreifach-Expansionsmaschine mit einer zusätzlichen Schraube.

### Auflösung
Die Reederei konnte von Anbeginn an keine Dividenden an die Aktionäre ausschütten, musste 1927 das Eigenkapital auf 35.000 Reichsmark heruntersetzen und die gleiche Summe in Stammaktien ausgeben. Für 1938 stand eine Grundüberholung der Stadt Rüstringen an, für die der Seebäderdienst die Kosten nicht aufbringen konnte. Die Reederei musste das Schiff an eine Auffanggesellschaft mit Beteiligung der Stadt Wilhelmshaven abgeben, die neue Eigentümerin wurde. Auf Beschluss der Hauptversammlung von 1939 wurde der Jade-Seebäderdienst aufgelöst. Die Auflösung war am 1. November 1939 beendet.
Weiterhin bereederte der Seebäderdienst Jade das Schiff. Nach Beginn des Zweiten Weltkrieges musste die Reederei die Fahrten zur Insel erheblich einschränken und schließlich übernahm die Kriegsmarine das Schiff. Eine geplante neue Gesellschaft mit dem Namen Seebäderdienst AG kam durch den Krieg nicht zustande, nach dem Krieg wurde stattdessen die Schiffahrtsgesellschaft Jade gegründet.

### Schiffe der Reederei
| Name                | Vermessung | Baujahr | im Dienst der Reederei | Anmerkungen, Verbleib |
| ------------------- | ---------- | ------- | ---------------------- | --- |
| Jade (ex Norddeich) | 192 BRT    | 1888    | 1924–1927              | Raddampfer Norddeich der Dampfschiff-Rhederei Norden, 1894 zur Vereinigten Dampfschiffs-Rhedereien Norden und Norderney , 1909 zu Reedereien Norden und Frisia zu Norderney, 1917 zur Aktiengesellschaft Reederei Norden-Frisia, 1924 zu Jade-Seebäderdienst AG, Umbenennung in Jade |
| Stadt Rüstringen    | 410 BRT    | 1927    | 1927–1939              | 1940 von der Kriegsmarine gekauft und als Verkehrsdampfer genutzt. 9. Oktober 1944 durch Luftangriff in Hamburg gesunken. |